# Dželil Abdula
Dželil Abdula (in macedone Џелил Абдула?; grafia albanese Xhelil Abdulla; Tetovo, 25 settembre 1991) è un calciatore macedone di etnia albanese, difensore del Makedonija G.P..

## Carriera

### Club
Debutta nel campionato macedone il 3 agosto 2010 nel pareggio a reti bianche contro il Teteks, ma è stato sostituito al 46' per far posto a Sedat Berisha.

### Nazionale
Tra il 2010 ed il 2011 ha giocato complessivamente 6 partite con la nazionale macedone Under-21.
Il 18 giugno 2014 esordisce con la nazionale maggiore nell'amichevole contro la Cina persa per 2-0.

## Palmarès

### Club

#### Competizioni nazionali
- Campionato macedone: 1

Škendija: 2010-2011